# ジローナ大学
ジローナ大学（カタルーニャ語: Universitat de Girona, UdG; IPA: [uniβərsiˈtad də ʒiˈɾonə]）は、スペイン・カタルーニャ州ジローナ県ジローナに本部を置く公立大学。1991年設立。
1991年12月12日、カタルーニャ州議会によってジローナ大学が設立された。前身の学校は1446年まで遡ることができる。国境を越えてピレネー＝地中海研究・高等教育グループ(PRES-PM)を設立し、バレアレス諸島州のバレアレス諸島大学やフランスのペルピニャン大学と提携している。

## 歴代学長
- 1991年-2002年 ジョゼップ・マリア・ナダル・イ・ファレラス
- 2002年-2005年 ジョアン・バトリェ・イ・グラブロサ
- 2005年-2013年 アンナ・マリア・ジェリ
- 2013年-現在 セルジ・ボネット・マルイ

## 関係者
卒業生
- カルラス・プッチダモン - 政治家。卒業せず。

教員
- ハビエル・セルカス - 著作家・翻訳者。
- カルマ・チャコン - 政治家。

名誉博士号取得者
- ジャウマ・アラガイ - テノール歌手。名誉博士号。
- ライモン・パニッカル - 聖職者。名誉博士号。
- カルミナ・ビルジリ - 地質学者。名誉博士号。
- エリック・ホブズボーム - イギリスの歴史学者。
- ジェローム・ブルーナー - アメリカ合衆国の心理学者。名誉博士号。
- ジョージ・スタイナー - アメリカ合衆国の哲学者・批評家。名誉博士号。